# 陸鳳儀
陸鳳儀（1516年—1583年），字舜卿，號陽山，浙江金華府蘭谿人，民籍，明朝政治人物。

## 生平
己酉科（1549年）浙江鄉試第四十四名舉人。嘉靖三十五年（1556年）中式丙辰科三甲第三十名進士。兵部观政，授江西余干县知县，四十年考选南京户科给事中，嘉靖四十一年（1562年），嚴嵩父子失勢，陸鳳儀弹劾胡宗宪十大罪狀。隆慶元年（1567年）五月復除吏科给事中，升本科右，八月升礼科左，十月以遗失圣旨，被黜为民，奉旨回籍。
万历六年（1578年），金华知府王懋德延修府志，修成《金华府志》。万历十一年九月起为吏科左给事中，未任而卒。

## 家族
曾祖陸琅；祖父陸祝，訓導；父陸儒，封知县；母胡氏，封太孺人。弟凤池、凤起（生员）。